# Joanna Simon
Joanna Elizabeth Simon (New York, 20 ottobre 1936 – New York, 19 ottobre 2022) è stata un mezzosoprano e giornalista statunitense, vincitrice di un Premio Emmy.

## Biografia
Nata e cresciuta nel quartiere Riverdale di New York, dal padre Richard Simon, pianista e cofondatore della casa editrice Simon & Schuster, e la madre Andrea Heinmann, cantante e attivista per i diritti civili, negli anni dell'infanzia si recava spesso con la sua famiglia nella casa di campagna di Stamford, nel Connecticut, e nel 1962 si laureò in filosofia al Sarah Lawrence College. Era la sorella maggiore delle cantanti Lucy e Carly Simon e del fotografo Peter Simon. Successivamente cominciò a studiare canto lirico a New York e poi a Zurigo, dove fu compagna di studi di Gwyneth Jones e allieva di Herbert Graf, Lotfi Mansouri e Gian Carlo Menotti.
Fece il suo debutto sulle scene nel 1962 come Cherubino ne Le nozze di Figaro alla New York City Opera. Nel 1967 cantò il ruolo di Pantesilea nella prima del Bomarzo di Alberto Ginastera alla Washington National Opera e avrebbe poi interpretato nuovamente la parte a New York e a Buenos Aires, dopo che la censura argentina tolse il divieto di rappresentazione nel 1972. Nel 1968 cantò il ruolo di Carmen accanto al Don José di Plácido Domingo in un allestimento concertistico a Tel Aviv diretto da Zubin Mehta. Nel 1970 divenne anche la prima artista ad incidere il ruolo di Irene nel Tamerlano di Georg Friedrich Händel. Molto legata al repertorio moderno e contemporaneo, nel 1972 interpretò l'eponima protagonista in occasione della prima de La Vedova Nera di Thomas Pasatieri, mentre tre anni più tardi cantò nel ruolo di Pelagia in occasione del debutto mondiale di The Last Lover di Robert Starer. Fu inoltre apprezzata voce solista con importanti orchestre come la New York Philharmonic e la Wiener Philharmoniker, con cui cantò la Messa dell'incoronazione di Mozart ed il Te Deum di Bruckner nel 1972 in occasione del Festival di Salisburgo con la direzione musicale di Herbert von Karajan. Tornò inoltre a cantare in diverse occasioni alla New York City Opera, dove fu Gilietta ne I racconti di Hoffmann (1980) e Fenena in Nabucco (1981).
Dopo il ritiro dalle scene nel 1986, fu corrispondente per PBS NewsHour, occupandosi prevalentemente delle arti. Oltre ad aver realizzato celebri interviste con José Carreras, Oliver Sacks e Marsha Norman, nel 1991 curò un programma sul legame tra creatività e depressione che le valse un Premio Emmy. Con la riduzione dei fondi destinati alle arti, Simon perse il lavoro alla PBS e divenne un'agente immobiliare nel 1996.
Fu sposata con lo scrittore Gerald Walker dal 1976 al 2004. Dopo essere rimasta vedova intraprese una relazione con Walter Cronkite, a cui aveva venduto una casa, e la coppia rimase insieme dal 2005 alla morte dell'uomo nel 2009. È morta di cancro alla tiroide la vigilia del suo ottantaseiesimo compleanno e il giorno prima della morte della sorella Lucy, causata anch'essa da un tumore.